# Giuseppe Bortolotti (militare)
Giuseppe Bortolotti (Bologna, 24 settembre 1893 – Udine, 26 ottobre 1917) è stato un militare italiano.
Tenente del corpo dei bersaglieri durante la prima guerra mondiale, assegnato in qualità di Osservatore d'aeroplano al Corpo Aeronautico, fu decorato di tre medaglie d'argento al valor militare e della croce al merito di guerra.

## Biografia
Nacque a Bologna il 24 settembre 1893,, figlio di Pietro, noto per possedere una profumeria della città. Dopo aver frequentato il Regio Istituto del Commercio della sua città natale, conseguendo il titolo di dottore in scienze commerciali, all'entrata in guerra dell'Italia, il 24 maggio 1915, si arruolò nel Regio Esercito venendo assegnato come sottotenente di complemento al corpo dei bersaglieri, ed entrando in servizio presso il XII Battaglione ciclisti del 12º Reggimento. Combatté sulle trincee del Carso, dove ricevette due encomi solenni per il suo comportamento, e nel corso del 1916 transitò nel Servizio Aeronautico, e dopo aver preso parte al corso per Osservatore d'aeroplano, nell'aprile dello stesso anno fu assegnato alla 35ª Squadriglia del II Gruppo (poi 2º Gruppo volo). Nel corso del 1916 fu promosso tenente, venendo insignito di una Medaglia d'argento al valor militare, e ricevette un encomio solenne dal comandante della 2ª Armata tenente generale Settimio Piacentini per una ardita ricognizione compiuta da lui e dal sergente pilota Ernesto Albano lungo tutto il fronte tenuto dall'armata, da Tarvisio a Kronau.
Nel febbraio 1917, ancora in forza alla 35ª Squadriglia, sia lui che Albano ricevettero un nuovo encomio solenne dal maggiore Ercole Capuzzo, comandante del II Gruppo aeroplani, per una ricognizione sui cieli di Tolmino del giorno 10, nella quale il suo Voisin III venne colpito dall'Hansa-Brandenburg C.I della Flik 2 del futuro asso dell'aviazione Franz Gräser (18 vittorie) che rivendica la prima vittoria volando con il caporale Wenczel. 
Dal 12 marzo passò nella 40ª Squadriglia su Savoia-Pomilio SP.2 a Campoformido.
Nel mese di maggio si distinse con la 111ª Squadriglia durante i mitragliamenti contro le postazioni austriache sul Monte Santo.
Il 10 maggio l'aereo del tenente pilota Ugo Benfante e dall'osservatore Bortolotti combatté con un caccia, costringendolo a ritirarsi verso Aidussina.
Dal 20 luglio transitò in forza alla appena costituita 132ª Squadriglia aeroplani di stanza a Campoformido, equipaggiata con velivoli Pomilio PC, e assegnata al fronte della 3ª Armata, in seno alla quale si distinse in numerose azioni belliche. Il 25 agosto ricevette un nuovo encomio solenne dal Comando Aeronautica della 2ª Armata perché aveva compiuto dalla due alle tre missioni operative al giorno.
Dopo un periodo di convalescenza passato in famiglia, a Bologna, per una lieve ferita riportata in azione, rientrò alla sua squadriglia in attesa di entrare alla scuola di pilotaggio per conseguire il brevetto di pilota.
Il 26 ottobre 1917 rimase mortalmente ferito dal fuoco da terra durante una ricognizione sulla stretta di Saga, all'inizio della battaglia di Caporetto. Al suo arrivo sul campo d'aviazione venne trasportato all'ospedale di Udine, dove si spense poco dopo. Al termine del conflitto risultava insignito di tre medaglie d'argento al valor militare e una Croce al merito di guerra.
Per onorarne la memoria, il 4 luglio 1982 gli fu intitolata l'aeroclub di Molinella.

### Annotazioni
1. ↑  La famiglia aveva un negozio in Piazza Galvani, sotto il portico del Padiglione e produceva una colonia denominata “Acqua di Felsina”.
2. ↑  Ernesto Albano, originario di Torino, era un sergente del genio assegnato al battaglione aviatori in qualità di pilota, e fu decorato con una Medaglia d'argento al valor militare.
3. ↑  Era stato proposto per la promozione a capitano per meriti di guerra.

### Fonti
1. 1 2 3 4 5 6 7  Museo del Risorgimento 1917, p. 308.
2. 1 2   biografia di Giuseppe Bortolotti, aviatore bolognese, su volabologna.it. URL consultato il 4 gennaio 2012 (archiviato dall'url originale il 15 novembre 2010).
3. ↑  L'Avvenire d'Italia del 3 novembre 1917.
4. ↑  L'Avvenire d'Italia, 21 giugno 1917, pag.2.
5. 1 2  Molfese 1925, p. 30.
6. ↑  Gentilli, Varriale 1999, p. 308.
7. ↑  Molfese 1925, p. 33.
8. ↑  Molfese 1925, p. 60.
9. ↑  Il Resto del Carlino, 1 novembre 1917.
10. ↑  Bollettino Ufficiale 12 giugno 1917, disposizione 44, pag. 3816.